# إيلين هنتر
إيلين هنتر (بالإنجليزية: Ellen Hunter)‏ هي دراجة بريطانية، ولدت في 12 فبراير 1968 في ريكسهام في المملكة المتحدة.